# Xylosma characantha
Xylosma characantha är en videväxtart som beskrevs av Paul Carpenter Standley. Xylosma characantha ingår i släktet Xylosma och familjen videväxter. Inga underarter finns listade i Catalogue of Life.